# 笹子雁ヶ腹摺山
笹子雁ヶ腹摺山（ささごがんがはらすりやま）は、山梨県大月市と甲州市の境にある山。標高は1357.7メートル。山梨百名山の一つ。

## 概要
渡り鳥であるガンが、その腹をするようにして尾根を飛んでいくことからその名がついたと言われる。大月市には当山のほか、雁ヶ腹摺山、牛奥ノ雁ヶ腹摺山という山もある。
古くは、東北東側の米沢山（1357メートル）や、お坊山（1421メートル）なども含めた一帯が笹子嶺と称した。また、米沢山とはほぼ同標高であり、笹子側からみると尾根筋が横に広がって見える。台形の山容から笹子御殿という名もある。
山頂からの富士山の眺めは秀麗富嶽十二景の一つに選ばれている。新西側の甲府盆地や南アルプスの展望も良い。
山頂のほぼ真下に中央自動車道の笹子トンネルが通じている。山頂西側には東京電力の東山梨変電所に電力を送る超高圧送電線の西群馬幹線があり、高さ100メートル近い鉄塔が続いている。

## 主な登山コース
- JR中央本線笹子駅から

笹子駅から徒歩45分で登山口。登山口から2時間で山頂に至るコース。旧甲州街道を上り、笹子峠まで1時間50分。笹子峠から1時間20分。
- 東北東方面から

大鹿峠、お坊山、米沢山を経由して山頂に至るコース。大鹿峠から2時間50分。大鹿峠へは笹子駅方面及び甲州市の甲斐大和駅方面から登ることができる。